# Identité secrète (film)
Pour les articles homonymes, voir Identité secrète et Abduction.
Pour plus de détails, voir Fiche technique et Distribution.
Identité secrète ou Enlèvement au Québec (Abduction) est un thriller américain réalisé par John Singleton et sorti en 2011. Il s'agit du dernier long métrage du réalisateur, décédé en 2019.

## Résumé
Nathan Harper a toujours éprouvé la désagréable impression de mener une vie qui n'était pas la sienne. Un jour, lui et son amie Karen découvrent qu'il est en fait un enfant disparu, et qu'il a été adopté par Kevin et Mara Harper. Il est agressé par des terroristes qui viennent chez lui, tuent ses parents adoptifs et manquent de peu de les tuer, Karen et lui, en posant une bombe dans la maison.
Il découvre ensuite que sa vraie mère, Lorna Price, est morte dans une chambre d'hôtel à Paris, assassinée par Nikola Kozlow car elle était trop fidèle à son mari, Martin Price, un agent de la CIA. Ce dernier a dérobé à Kozlow une liste cryptée de 25 personnes ayant vendu des informations confidentielles et des secrets d'État. Kozlow n'a pas cessé, depuis, de chercher Nathan espérant s'en servir comme monnaie d'échange pour forcer Martin à lui rendre la liste.
Nathan et Karen se rendent à l'hôpital, cette dernière étant blessée à cause de la bombe placée par les terroristes. Pendant qu'elle est soignée, Nathan appelle la police, mais il tombe sur Frank Burton, un agent de la CIA, qui lui enjoint d'attendre à l’hôpital qu'il vienne le chercher. Méfiant, Nathan raccroche. Il est ensuite rejoint par sa thérapeute, le Dr Bennett, qui avait en réalité été envoyée par Martin pour veiller sur son fils. Elle lui explique qu'il ne peut pas faire confiance à la CIA, Burton ne voulant la liste que pour effacer son propre nom et éviter ainsi la prison. Elle emmène avec elle Karen et Nathan et leur dit de se rendre à l'appartement de Martin et d'attendre.
Sur place, Nathan trouve des photos de sa mère, tandis que Karen tente d'appeler son oncle pour le rassurer (ses parents étant en voyage), mais l'appel est de nouveau intercepté par la CIA, qui localise les deux adolescents. Ces derniers empruntent la voiture de Martin, puis montent dans un train, où ils sont retrouvés par un des hommes de Kozlow. Nathan parvient à le neutraliser, puis ils redescendent du train.
Ils sont ensuite rattrapés par la CIA dans un diner. Burton explique à Nathan la vraie nature de la liste, mais ils sont interrompus par les autres hommes de Kozlow, qui abattent les agents de la CIA présents sur place. Lassé de devoir fuir, Nathan propose un rendez-vous à Kozlow pour lui remettre la liste.
Ils se retrouvent dans un stade bondé où a lieu un match de baseball. Nathan a scotché un revolver sous un siège pour tuer Kozlow, mais ce dernier parvient à saisir l'arme avant lui. Nathan s'enfuit donc de nouveau ; il est soudain contacté par son père, qui lui dit d'attirer Kozlow dehors afin qu'il puisse l'abattre au moyen d'un fusil à lunette. Une fois Kozlow abattu, Martin rappelle son fils et s'excuse de n'avoir pu être présent pour lui, son travail étant trop dangereux pour lui permettre d'élever un enfant. Il lui promet toutefois de continuer à veiller sur lui, tandis que le Dr Bennett propose au jeune homme de l'héberger le temps qu'il finisse ses études.

## Fiche technique
- Titre original : Abduction
- Titre français : Identité secrète
- Titre québécois : Enlèvement
- Réalisation : John Singleton
- Scénario : Shawn Christensen
- Photographie : Peter Menzies Jr.
- Montage : Bruce Cannon
- Musique : Ed Shearmur
- Production : Doug Davison, Ellen Goldsmith-Vein, Lee Stollman, Roy Lee, Dan Lautner, Patrick Crowley
- Sociétés de production : Gotham Group, Lions Gate Film, Quick Six Entertainment, Tailor Made, Vertigo Entertainment
- Sociétés de distribution : Lions Gate Film, Metropolitan Filmexport
- Pays de production :  États-Unis
- Langue originale : anglais
- Format : couleur — 2.35:1 — son Dolby numérique — 35mm
- Genre : thriller
- Durée : 106 minutes
- Dates de sortie :
  - Canada : septembre 2011 (Festival international du film de Toronto)
  - États-Unis : 23 septembre 2011
  - France : 28 septembre 2011

## Distribution
Source : VF et VQ
- Taylor Lautner (VF : Nessym Guétat et VQ : Xavier Dolan) : Nathan Price / Nathan Harper
- Lily Collins (VF : Marie Tirmont et VQ : Kim Jalabert) : Karen Murphy
- Alfred Molina (VF : Gabriel Le Doze et VQ : Manuel Tadros) : Frank Burton
- Jason Isaacs (VF : Jérôme Keen et VQ : Jacques Lavallée) : Kevin Harper
- Maria Bello (VF : Déborah Perret et VQ : Anne Bédard) : Mara Harper
- Sigourney Weaver (VF : Sylvie Genty) : Dr. Geraldine « Geri » Bennett
- Michael Nyqvist (VF : Pierre-François Pistorio et VQ : Marc-André Bélanger) : Nikola Kozlow
- Elisabeth Röhm : Lorna Elizabeth Price
- Aunjanue Ellis : Francheska
- Dermot Mulroney (VF : Edgar Givry) : Martin Price
- Antonique Smith : Sandra Burns
- Freema Agyeman : Kareema
- Taylor Dooley : Monica
- Denzel Whitaker (VF : Mohamed Sanou) : Gilly
- Tim Griffin : Flanelle rouge

## Production

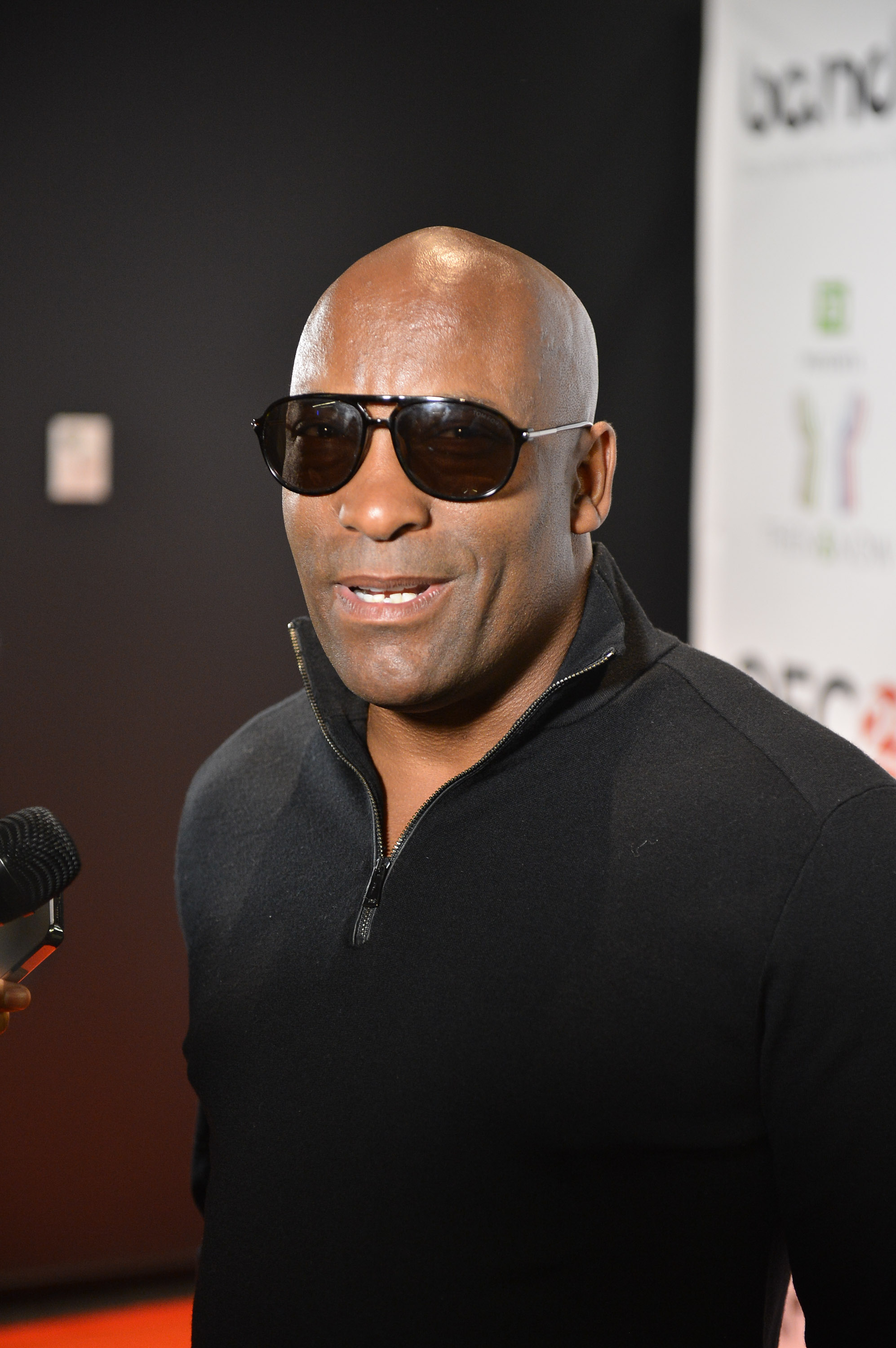
Il s'agit du neuvième et dernier long-métrage du réalisateur John Singleton.

### Développement
Pour un montant d'un million de dollars, Lionsgate a remporté une guerre des enchères pour le script spéculatif (scénario non commandé par un studio) du scénariste Shawn Christensen en février 2010, avec Taylor Lautner comme acteur principal. Gotham Group et Vertigo Entertainment ont mis au point le scénario, en le basant sur une idée de Jeremy Bell de chez Gotham.
L'écrivain Jeffrey Nachmanoff a été embauché pour travailler sur le scénario et John Singleton a été engagé en mars 2010 pour le réaliser. Ellen Goldsmith-Veineuse, Lee Stollman, Roy Lee et Doug Davison produisent le film, avec Jeremy Bell et Gabriel Mason comme producteurs exécutifs. Le père de Taylor, Dan Lautner, le produit également : c'est son premier film produit sous le label Tailor Made Entertainment.
Lionsgate s'est pressé pour commencer le tournage en juillet, car Lautner devait commencer à tourner sur les deux derniers films de Twilight pour Summit Entertainment.
Le budget du film est estimé à 35 millions de dollars.

### Tournage
Le tournage du film a commencé le 12 juillet 2010 dans la région de Pittsburgh en Pennsylvanie. Lionsgate est retourné dans cette région en raison de l'avantage fiscal du programme de crédit d'impôt de Pennsylvanie, après le tournage de Meurtres à la St-Valentin, Warrior / Guerrier et Les Trois Prochains Jours / Tout pour elle en 2008 et 2009. Un casting ouvert de figurants qui s'est tenu à l'Université Carnegie-Mellon a attiré plus de 900 personnes en juin, dont beaucoup étaient des adolescents fans de la série de films Twilight. Beaucoup de scènes du film ont été tournées au Mont Liban en Pennsylvanie. La production s'est poursuivie à Pittsburgh jusqu'en septembre 2010.

## Distinctions
Nominations
Lors de la 32e cérémonie des Razzie Awards, Taylor Lautner a été nommé dans la catégorie "pire acteur".